# Майлер, Карл
Карл Майлер (нем. Karl Meiler; 30 апреля 1949, Эрланген — 17 апреля 2014, Гамбург) — западногерманский профессиональный теннисист и теннисный тренер. Победитель Итогового турнира WCT (1976) в парном разряде, в общей сложности победитель 21 профессионального турнира в одиночном и парном разрядах.

## Игровая карьера
В 1967 году Карл Майлер стал чемпионом Германии среди юношей, и с этого же года начал выступления в международных теннисных турнирах. В 1968 году он выиграл чемпионат Мюнхена на крытых кортах, победив в финале датчанина Йоргена Ульриха, а позже дебютировал на Уимблдоне, проиграв, однако, уже в первом круге отбора. С этого же года он начал выступления за сборную ФРГ в Кубке Дэвиса.
1970 год стал для Майлера первым в профессиональных теннисных турах. Его первая победа на этом уровне приходится на 1972 год, в декабре которого он выиграл Открытый чемпионат Южной Америки в Буэнос-Айресе, а в начале следующего года Майлер провёл свой самый удачный турнир Большого шлема, на Открытом чемпионате Австралии уже во втором круге победив посеянного под первым номером Кена Розуолла и добравшись в итоге до полуфинала. Позже в том же году он повторил этот результат на Уимблдонском турнире уже в парном разряде с соотечественником Юргеном Фассбендером, проиграв в итоге первой паре турнира и будущим чемпионам Джимми Коннорсу и Илие Настасе.
За 1974 год Майлер участвовал в семи финалах профессиональных турниров, выиграв два из них. Шесть из финалов пришлись на серию североамериканских турниров в первые месяцы года, и в трёх из них Майлер играл против продвигавшегося к первой строчке мирового рейтинга Джимми Коннорса (одна победа при двух поражениях). В парном разряде он за год провёл шесть финалов, добившись побед во всех шести (пять из них — в паре с Фассбендером).
1975 год в парном разряде оказался для Майлера сравнимым по продуктивности с предыдущим. За год он снова принял участие в шести финалах, на этот раз, однако, победив только в трёх (в том числе в двух в конце сезона с молодым поляком Войцехом Фибаком). Успешное сотрудничество с Фибаком продолжалось и в следующем году, за первую половину которого они провели вместе шесть финалов, победив в трёх, в том числе в одном из престижнейших профессиональных турниров этого времени — Итоговом турнире WCT, куда приглашались лучшие теннисисты-одиночники и пары прошедшего сезона. Ещё одну победу Майлер одержал с южноафриканцем Фрю Макмилланом, через год занявшим первую строчку в недавно учреждённом парном рейтинге АТР. В 1977—79 годах Майлер добавил в свою копилку ещё четыре титула в парном разряде (два из них — с Фассбендером) и один в одиночном.
С 1968 года Карл Майлер провёл за сборную ФРГ в Кубке Дэвиса в Европейской зоне 22 игры, выиграв 10 из 17 встреч в одиночном разряде и две из пяти в парном. В 1973 и 1974 годах сборная с его участием доходила до полуфинала европейского зонального турнира, но оба раза уступала там чехословакам. Свой последний матч за сборную Майлер провёл в 1980 году, в мае того же года завершив международную игровую карьеру. Он становился чемпионом Германии на открытых кортах в 1975 году и в помещениях в 1971 и 1981 годах.

## Дальнейшая судьба
В дальнейшем Майлер работал теннисным тренером. На протяжении 13 лет он тренировал вторую сборную Германии, готовя кадры для Кубка Дэвиса, среди его учеников — Карл-Уве Штееб, с которым Майлер индивидуально работал три года, Николас Кифер и Йенс Книппшильд. Майлер был уволен из сборной в конце 1997 года по настоянию Бориса Беккера, который не сошёлся с ним характерами.
В ноябре 2013 года Майлер неудачно упал у себя дома, получил травму головы и впал в кому. Он скончался в Гамбурге 17 апреля 2014 года.

## Финалы турниров за карьеру

### Одиночный разряд (4+14)
| Результат | №   | Дата            | Турнир                              | Покрытие | Соперник в финале | Счёт в финале           |
| --------- | --- | --------------- | ----------------------------------- | -------- | ----------------- | ----------------------- |
| Победа    | 1.  | 1 декабря 1972  | Буэнос-Айрес, Аргентина             | Грунт    | Гильермо Вилас    | 6-7 2-6 6-4 6-4 6-4     |
| Поражение | 1.  | 24 февраля 1973 | Солсбери, Мэриленд, США             | Хард(i)  | Джимми Коннорс    | 6-3, 6-7, 6-7, 3-6      |
| Поражение | 2.  | 4 июня 1973     | Западный Берлин                     | Хард     | Ганс-Юрген Поман  | 3-6, 6-3, 3-6, 3-6      |
| Поражение | 3.  | 11 июня 1973    | Открытый Гран-при Германии, Гамбург | Грунт    | Эдди Диббс        | 1-6, 6-3, 6-7, 3-6      |
| Поражение | 4.  | 20 января 1974  | Роанок, Виргиния, США               | (i)      | Джимми Коннорс    | 4-6, 3-6                |
| Победа    | 2.  | 27 января 1974  | Омаха, США                          |          | Джимми Коннорс    | 6-3, 1-6, 6-1           |
| Поражение | 5.  | 10 февраля 1974 | Литл-Рок, Арканзас, США             | Ковёр(i) | Джимми Коннорс    | 2-6, 1-6                |
| Победа    | 3.  | 17 марта 1974   | Калгари, Канада                     | (i)      | Байрон Бертрам    | 6-4, 3-6, 6-3           |
| Поражение | 6.  | 24 марта 1974   | Джексон, Миссисипи, США             | Ковёр(i) | Сэнди Майер       | 6-7, 5-7                |
| Поражение | 7.  | 7 апреля 1974   | Вашингтон, США                      |          | Виджай Амритрадж  | 4-6, 3-6                |
| Поражение | 8.  | 16 ноября 1974  | Осло, Норвегия                      | (i)      | Джефф Боровяк     | 3-6, 2-6                |
| Поражение | 9.  | 18 января 1975  | Фрипорт, Багамские Острова          |          | Джимми Коннорс    | 0-6, 2-6                |
| Поражение | 10. | 7 мая 1975      | Мюнхен, ФРГ                         | Грунт    | Гильермо Вилас    | 6-2, 0-6, 2-6, 1-6      |
| Поражение | 11. | 7 июля 1975     | Открытый чемпионат Швейцарии, Гштад | Грунт    | Кен Розуолл       | 4-6, 4-6, 3-6           |
| Поражение | 12. | 4 мая 1976      | Мюнхен (2)                          | Грунт    | Мануэль Орантес   | 1-6, 4-6, 1-6           |
| Поражение | 13. | 6 июня 1977     | Брюссель, Бельгия                   | Грунт    | Гарольд Соломон   | 5-7, 6-3, 6-2, 3-6, 4-6 |
| Победа    | 4.  | 14 ноября 1977  | Манила, Филиппины                   | Грунт    | Мануэль Орантес   | Без игры                |
| Поражение | 14. | 14 мая 1979     | Флоренция, Италия                   | Грунт    | Рауль Рамирес     | 4-6, 6-1, 6-3, 5-7, 0-6 |

### Парный разряд (17+7)
| Результат |     | Дата            | Турнир                                     | Покрытие | Партнёр          | Соперники в финале             | Счёт в финале           |
| --------- | --- | --------------- | ------------------------------------------ | -------- | ---------------- | ------------------------------ | ----------------------- |
| Поражение | 1.  | 26 июня 1972    | Лондон (Куинс-Клаб), Великобритания        | Трава    | Юрген Фассбендер | Джим Макманус Джим Осборн      | 6-4, 3-6, 5-7           |
| Победа    | 1.  | 27 января 1974  | Омаха, США                                 |          | Юрген Фассбендер | Ким Уорик Ян Флетчер           | 6-2, 6-4                |
| Победа    | 2.  | 3 февраля 1974  | Балтимор, США                              | Ковёр(i) | Юрген Фассбендер | Кларг Гребнер Оуэн Дэвидсон    | 7-6, 7-5                |
| Победа    | 3.  | 10 февраля 1974 | Литл-Рок, Арканзас, США                    | Ковёр(i) | Юрген Фассбендер | Витас Герулайтис Боб Хьюитт    | 6-0, 6-2                |
| Победа    | 4.  | 17 марта 1974   | Калгари, Канада                            | (i)      | Юрген Фассбендер | Хайро Веласко Иван Молина      | 6-4, 6-4                |
| Победа    | 5.  | 27 марта 1974   | Темпе, Аризона, США                        | Хард     | Юрген Фассбендер | Ким Уорик Ян Флетчер           | 4-6, 6-4, 7-5           |
| Победа    | 6.  | 1 ноября 1974   | Осло, Норвегия                             | (i)      | Харун Рахим      | Джефф Боровяк Витас Герулайтис | 6-3, 6-2                |
| Победа    | 7.  | 26 января 1975  | Бирмингем, Алабама, США                    | Ковёр(i) | Юрген Фассбендер | Колин Даудсвелл Джон Ёйлл      | 6-1, 3-6, 7-6           |
| Поражение | 2.  | 16 марта 1975   | Хэмптон, Виргиния, США                     | Ковёр(i) | Ян Писецки       | Ян Крукенден Ян Флетчер        | 2-6, 7-6, 4-6           |
| Поражение | 3.  | 5 мая 1975      | Мюнхен, ФРГ                                | Грунт    | Милан Голечек    | Ян Кодеш Войцех Фибак          | 5-7, 3-6                |
| Поражение | 4.  | 13 октября 1975 | Международный чемпионат Испании, Барселона | Грунт    | Войцех Фибак     | Бьорн Борг Гильермо Вилас      | 6-3, 4-6, 3-6           |
| Победа    | 8.  | 27 октября 1975 | Париж, Франция                             | Хард(i)  | Войцех Фибак     | Илие Настасе Том Оккер         | 6-4, 7-6                |
| Победа    | 9.  | 8 ноября 1975   | Лондон                                     | Ковёр(i) | Войцех Фибак     | Джимми Коннорс Илие Настасе    | 6-1, 7-5                |
| Поражение | 5.  | 14 января 1976  | Атланта, США                               | Ковёр(i) | Войцех Фибак     | Джон Александер Фил Дент       | 3-6, 4-6                |
| Поражение | 6.  | 2 февраля 1976  | Барселона                                  | Грунт    | Войцех Фибак     | Боб Лутц Рамзи Смит            | 3-6, 3-6                |
| Победа    | 10. | 8 марта 1976    | Нюрнберг, ФРГ                              | Ковёр(i) | Фрю Макмиллан    | Колин Даудсвелл Питер Кронк    | 7-6, 6-4                |
| Поражение | 7.  | 5 апреля 1976   | Ницца, Франция                             | Грунт    | Войцех Фибак     | Патрис Домингез Франсуа Жоффре | 4-6, 6-3, 3-6           |
| Победа    | 11. | 13 апреля 1976  | Монте-Карло, Монако                        | Грунт    | Войцех Фибак     | Бьорн Борг Гильермо Вилас      | 7-6, 6-1                |
| Победа    | 12. | 28 апреля 1976  | Итоговый турнир WCT, Канзас-Сити, США      | Ковёр(i) | Войцех Фибак     | Боб Лутц Рамзи Смит            | 6-3, 2-6, 3-6, 6-3, 6-4 |
| Победа    | 13. | 22 мая 1976     | Дюссельдорф, ФРГ                           | Грунт    | Войцех Фибак     | Боб Кармайкл Реймонд Мур       | 6-4, 4-6, 6-4           |
| Победа    | 14. | 9 мая 1977      | Открытый Гран-при Германии, Гамбург        | Грунт    | Боб Хьюитт       | Фил Дент Ким Уорик             | 3-6, 6-3, 6-4, 6-4      |
| Победа    | 15. | 16 мая 1977     | Дюссельдорф (2)                            | Грунт    | Юрген Фассбендер | Пол Кронк Клифф Летчер         | 6-3, 6-3                |
| Победа    | 16. | 3 июля 1977     | Открытый чемпионат Швейцарии, Гштад        | Грунт    | Юрген Фассбендер | Колин Даудсвелл Боб Хьюитт     | 6-4, 7-6                |
| Победа    | 17. | 19 марта 1979   | Нанси, Франция                             | Хард(i)  | Клаус Эберхард   | Робин Дрисдейл Эндрю Джарретт  | 4-6, 7-6, 6-3           |